# Bruel americà
El bruel americà,reietó de corona daurada (Regulus satrapa) és una espècie d'ocell de la família dels regúlids (Regulidae). Habita els boscos d'Amèrica del Nord, des del sud d'Alaska, cap a l'est, a través del centre i sud del Canadà fins a Terranova i Nova Escòcia i cap al sud, a través de les muntanyes occidentals dels Estats Units fins a Califòrnia i Nevada i a través dels Apalatxes fins a Tennessee i Carolina del Nord. En hivern arriba fins al nord de Mèxic. El seu estat de conservació es considera de risc mínim.